# Фёдоровка (Надеждовский сельский совет)
Федоровка (укр. Федорівка) — село, 
Надеждовский сельский совет,
Лозовский район,
Харьковская область.
Код КОАТУУ — 6323982506. Население по переписи 2001 года составляет 205 (86/119 м/ж) человек.

## Географическое положение
Село Федоровка находится не правом берегу реки Берека,
выше по течению на расстоянии в 1 км расположено село Святушино,
ниже по течению на расстоянии в 5 км расположено село Дмитровка (Барвенковский район),
на противоположном берегу — сёла Бакшаровка и Павловка Вторая.
Река в этом месте сильно заболочена, образует лиманы, старицы и озёра.

## История
- 1900 — дата основания.